# Baixo-relevo
Um baixo-relevo é uma imagem de projeção com uma profundidade total rasa, por exemplo, usada em moedas, na qual todas as imagens estão em baixo-relevo. Nos relevos mais baixos a profundidade relativa dos elementos mostrados é completamente distorcida, e se vista de lado a imagem não faz sentido, mas de frente as pequenas variações de profundidade registram-se como uma imagem tridimensional. Outras versões distorcem muito menos a profundidade. O termo vem do italiano basso rilievo através do baixo-relevo francês (pronúncia francesa: [baʁəljɛf]), ambos significando "baixo-relevo".

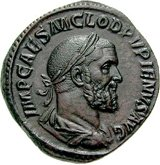
Baixo-relevo no sestércio romano, 238 d.C.

É uma técnica que requer menos trabalho e, portanto, é mais barata de produzir, pois menos do fundo precisa ser removido em uma escultura, ou menos modelagem é necessária. Na arte do Egito Antigo, relevos palacianos assírios e outras culturas antigas do Oriente Próximo e da Ásia, um relevo muito baixo consistente era comumente usado para toda a composição. Essas imagens geralmente eram pintadas após a escultura, o que ajudava a definir as formas; Hoje a tinta se desgastou na grande maioria dos exemplos sobreviventes, mas minúsculos restos invisíveis de tinta geralmente podem ser descobertos por meios químicos.
O Portão de Ishtar da Babilônia, agora em Berlim, tem baixos-relevos de grandes animais formados a partir de tijolos moldados, vidrados na cor. O gesso, que tornou a técnica muito mais fácil, foi amplamente utilizado no Egito e no Oriente Próximo desde a antiguidade até os tempos islâmicos (ultimamente para decoração arquitetônica, como na Alhambra), Roma e Europa pelo menos a partir do Renascimento, bem como provavelmente em outros lugares. No entanto, precisa de muito boas condições para sobreviver por muito tempo em edifícios sem manutenção — o reboco decorativo romano é conhecido principalmente de Pompeia e outros locais enterrados pelas cinzas do Monte Vesúvio. O baixo-relevo era relativamente raro na arte medieval ocidental, mas pode ser encontrado, por exemplo, em figuras de madeira ou cenas no interior das asas dobráveis de retábulos de vários painéis.

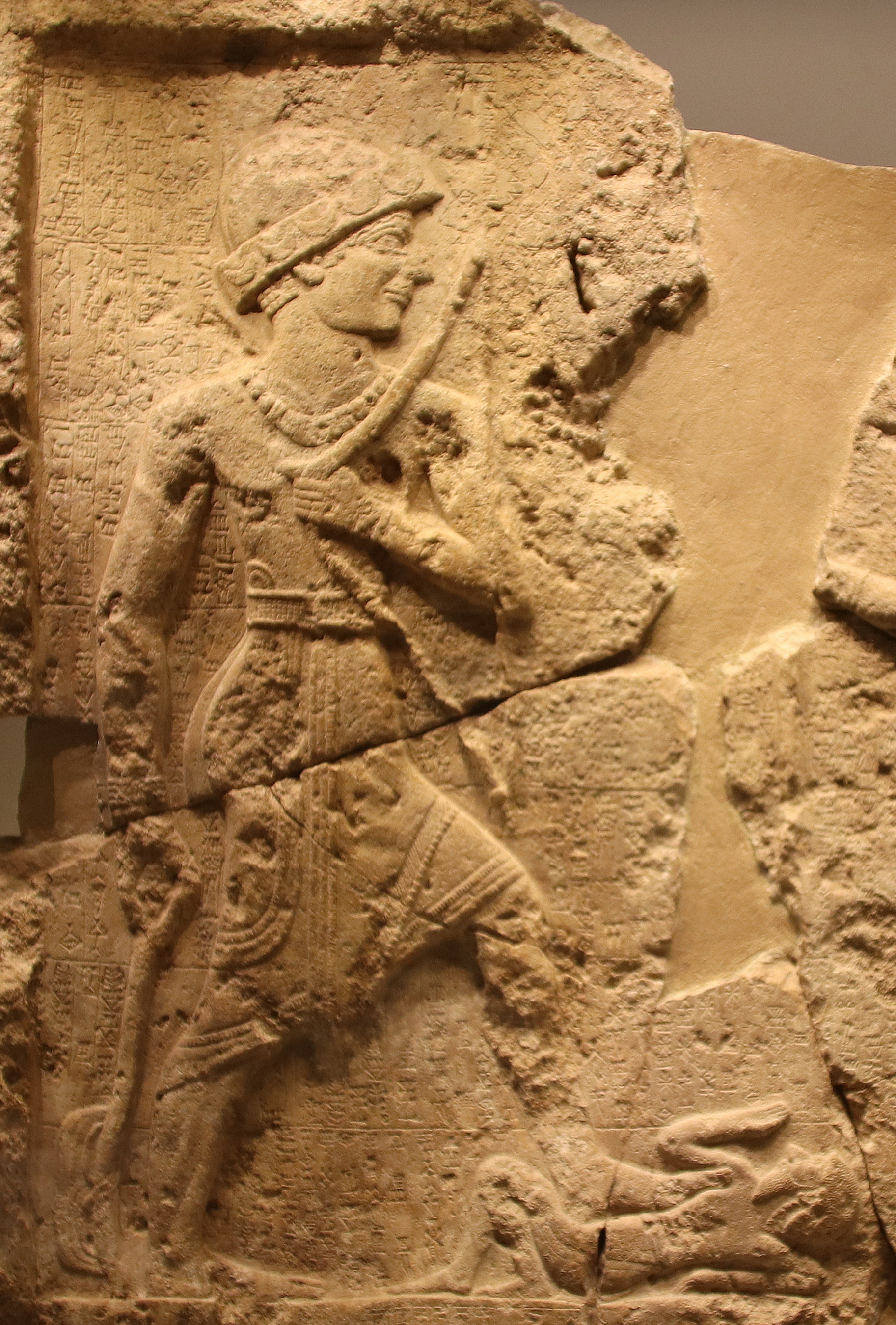
Um baixo-relevo datado de c. 2000 a.C., do reino de Simurrum, atual Iraque

O renascimento do baixo-relevo, que era visto como um estilo clássico, começa no início do Renascimento; o Tempio Malatestiano em Rimini, um edifício classicista pioneiro, projetado por Leon Battista Alberti por volta de 1450, usa baixos-relevos de Agostino di Duccio no interior e nas paredes externas. Desde o gesso renascentista tem sido muito utilizado para trabalhos ornamentais internos, como cornijas e tetos, mas no século XVI foi usado para grandes figuras (muitos também usando alto-relevo) no Castelo de Fontainebleau, que foram imitados mais cruamente em outros lugares, por exemplo, no Salão Hardwick Elisabetano.
O relevo raso, em italiano rilievo stiacciato ou rilievo schicciato ("relevo esmagado"), é um relevo muito raso, que se funde à gravura em lugares, e pode ser difícil de ler em fotografias. É frequentemente usado para as áreas de fundo de composições com os principais elementos em baixo-relevo, mas seu uso sobre uma peça inteira (geralmente bastante pequena) foi efetivamente inventado e aperfeiçoado pelo escultor renascentista italiano Donatello.

Na arte ocidental posterior, até um renascimento do século XX, o baixo-relevo era usado principalmente para obras menores ou combinado com o relevo mais alto para transmitir uma sensação de distância, ou para dar profundidade à composição, especialmente para cenas com muitas figuras e um fundo paisagístico ou arquitetônico, da mesma forma que cores mais claras são usadas para o mesmo propósito na pintura. Assim, as figuras em primeiro plano são esculpidas em alto-relevo, as do fundo em baixo-relevo. O baixo-relevo pode utilizar qualquer meio ou técnica de escultura, sendo mais comum a escultura em pedra e a fundição em metal. Grandes composições arquitetônicas todas em baixo-relevo viram um renascimento no século XX, sendo populares em edifícios em estilo Art Deco e afins, que pegaram emprestado dos antigos baixos-relevos agora disponíveis em museus. Alguns escultores, incluindo Eric Gill, adotaram a profundidade "esmagada" do baixo-relevo em obras que são realmente independentes.

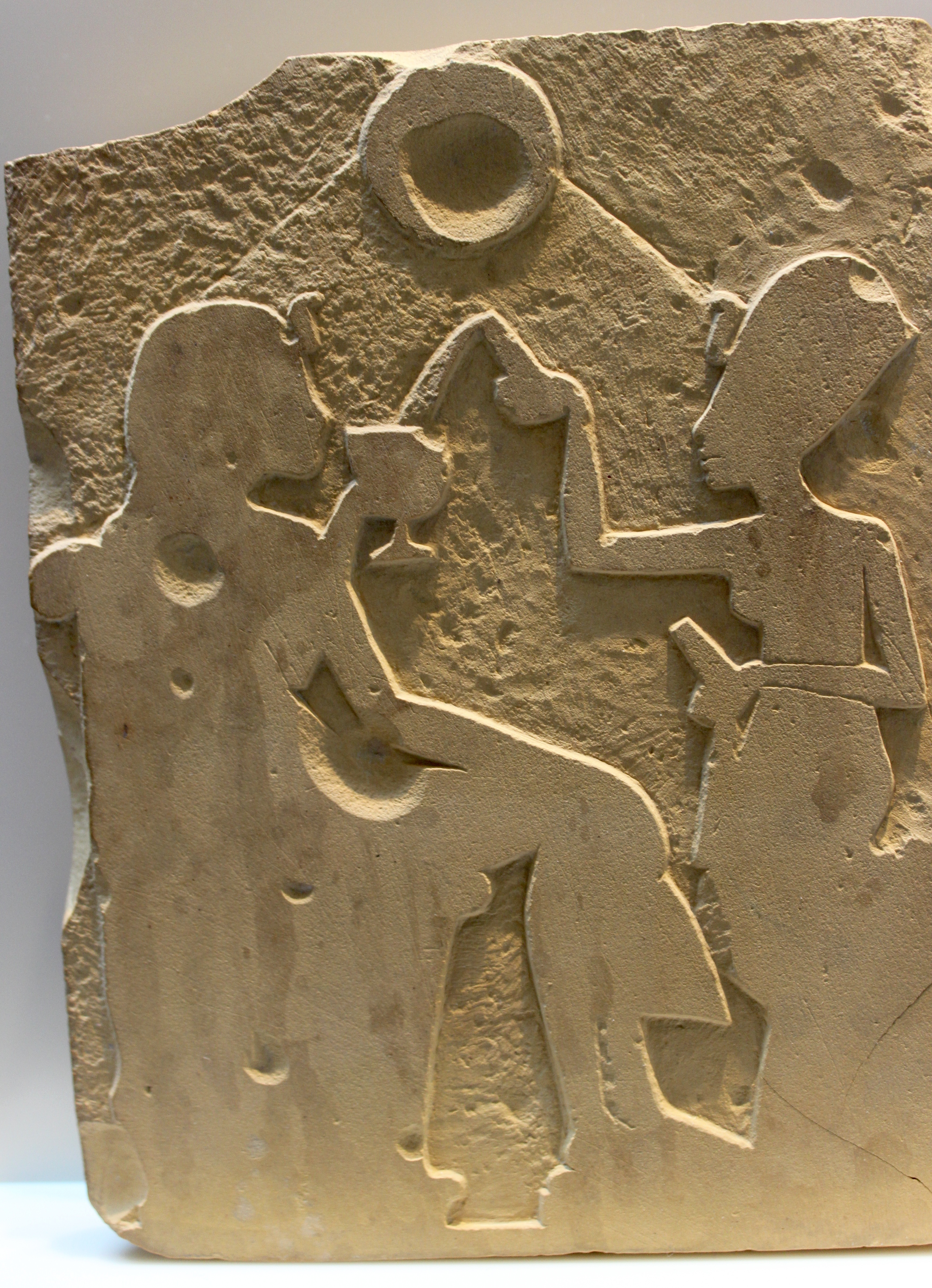
Baixo-relevo inacabado de Ahkenaten e Nefertiti; alto-relevos gregos e persas inacabados mostram o mesmo método de iniciar uma obra.
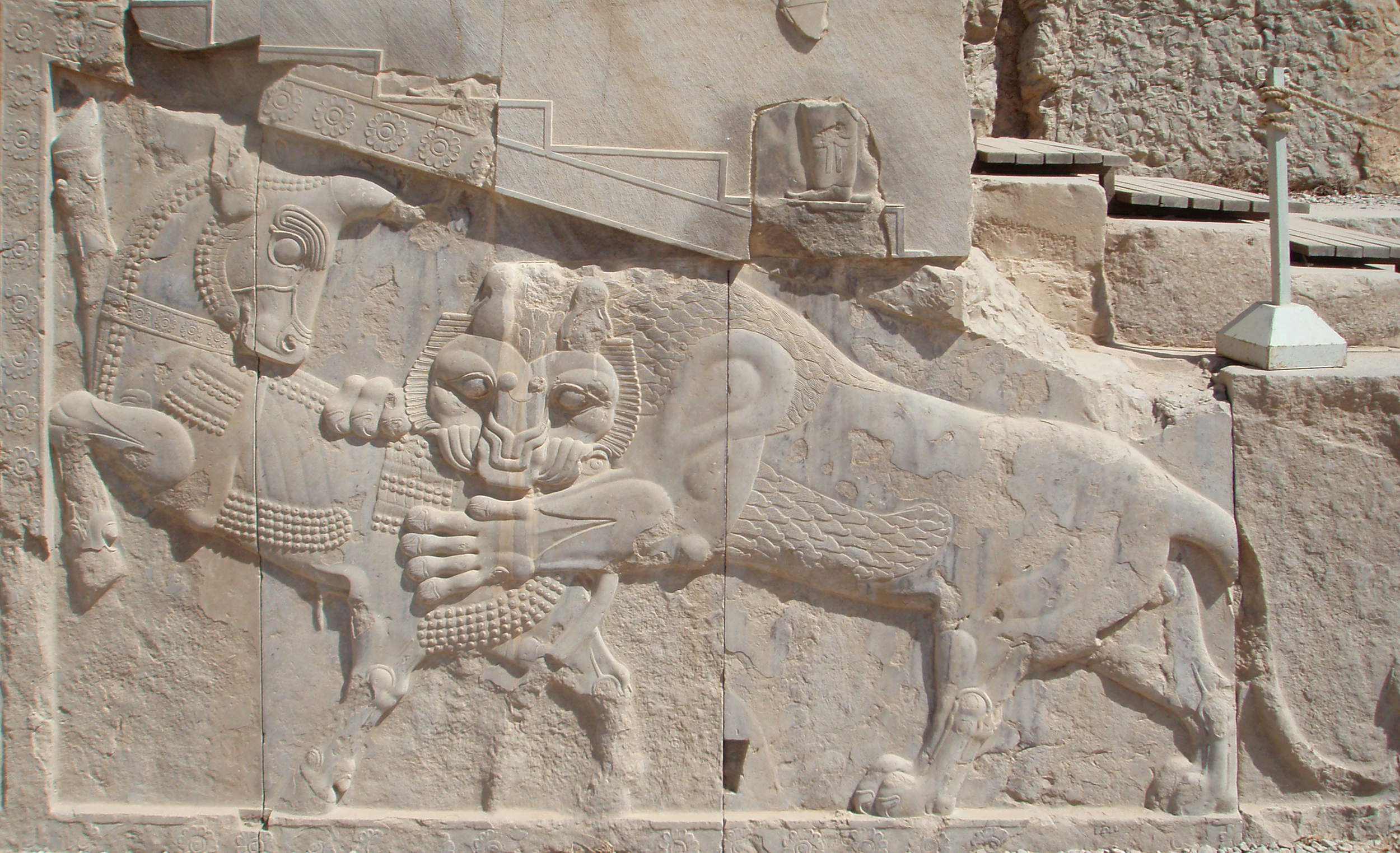
Baixo-relevo persa em Persépolis — um símbolo do Zoroastriano Nowruz — no equinócio da primavera o poder do touro (personificando a Terra) e do leão (personificando o Sol) são iguais.
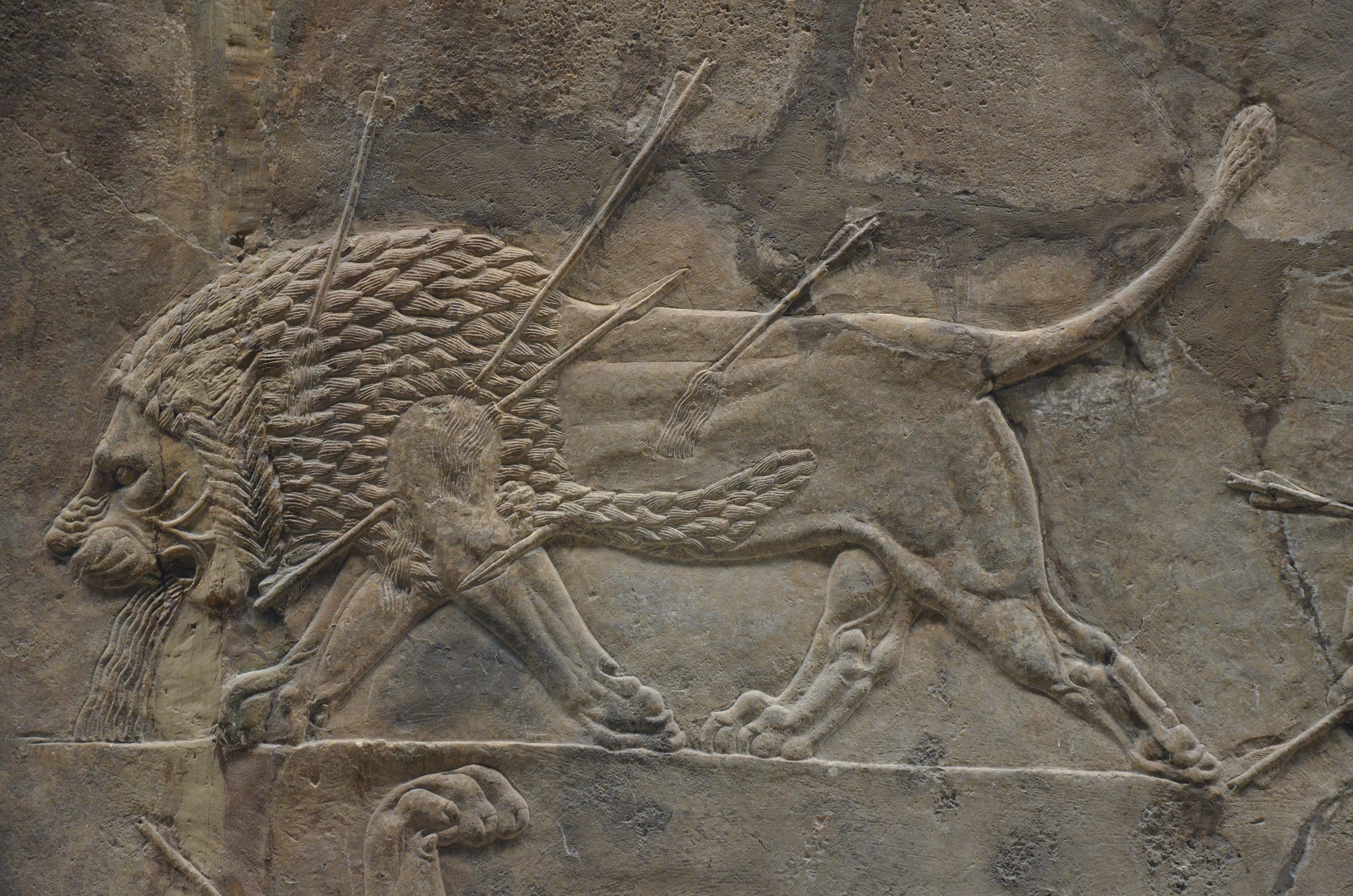
Baixo-relevo assírio, Caça ao Leão de Ashurbanipal, Palácio do Norte, Nínive.
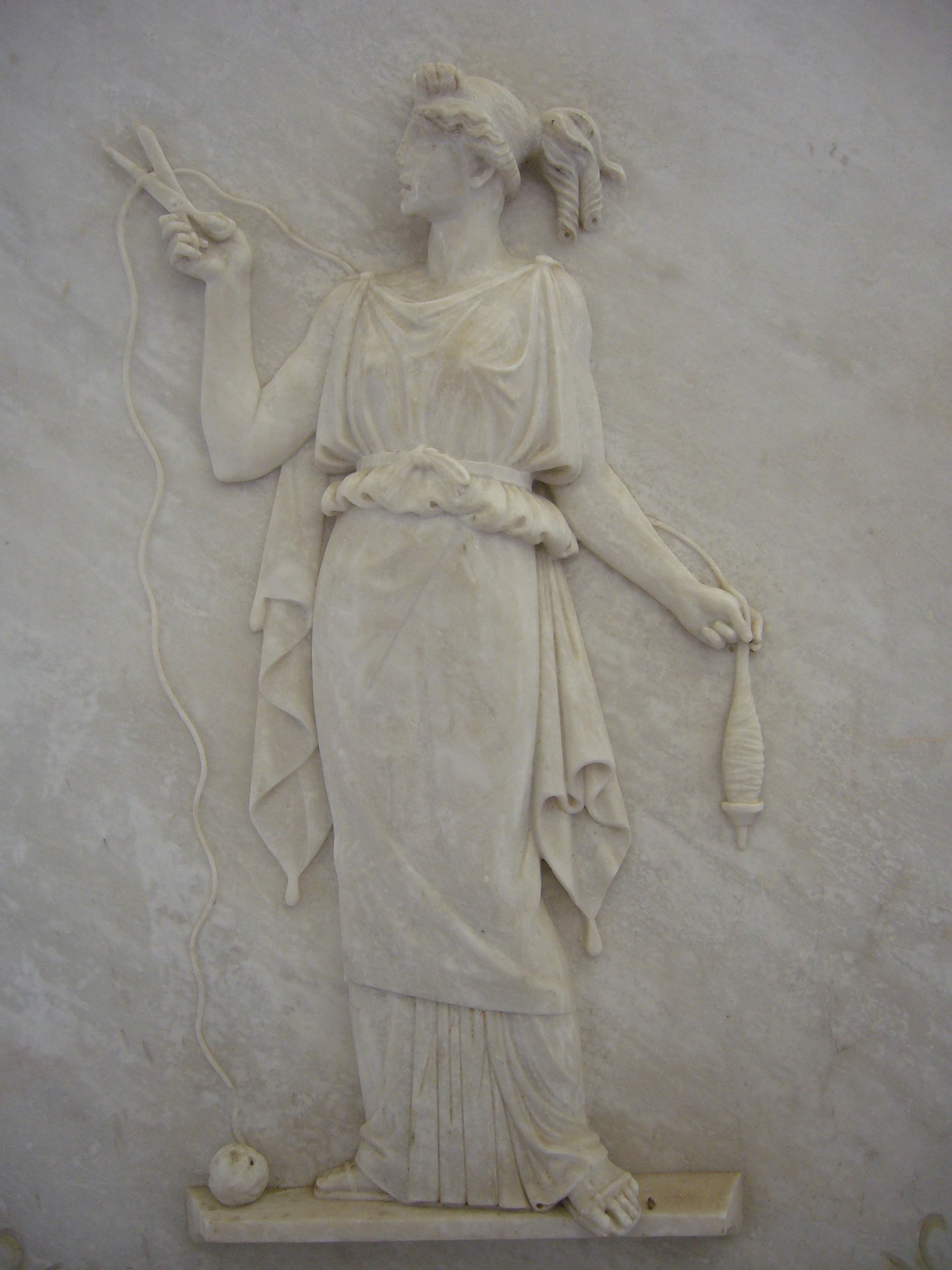
Atropos cortando o fio da vida. Baixo-relevo grego moderno
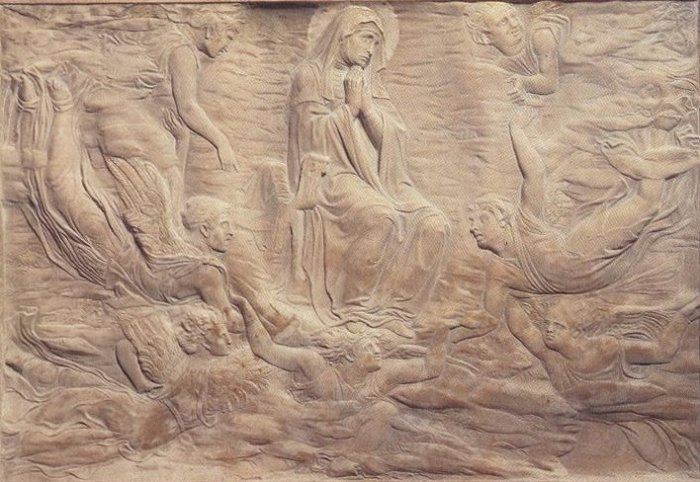
Rilievo stiacciato de Donatello ou relevo raso da "Assunção da Virgem" em um túmulo, década de 1420
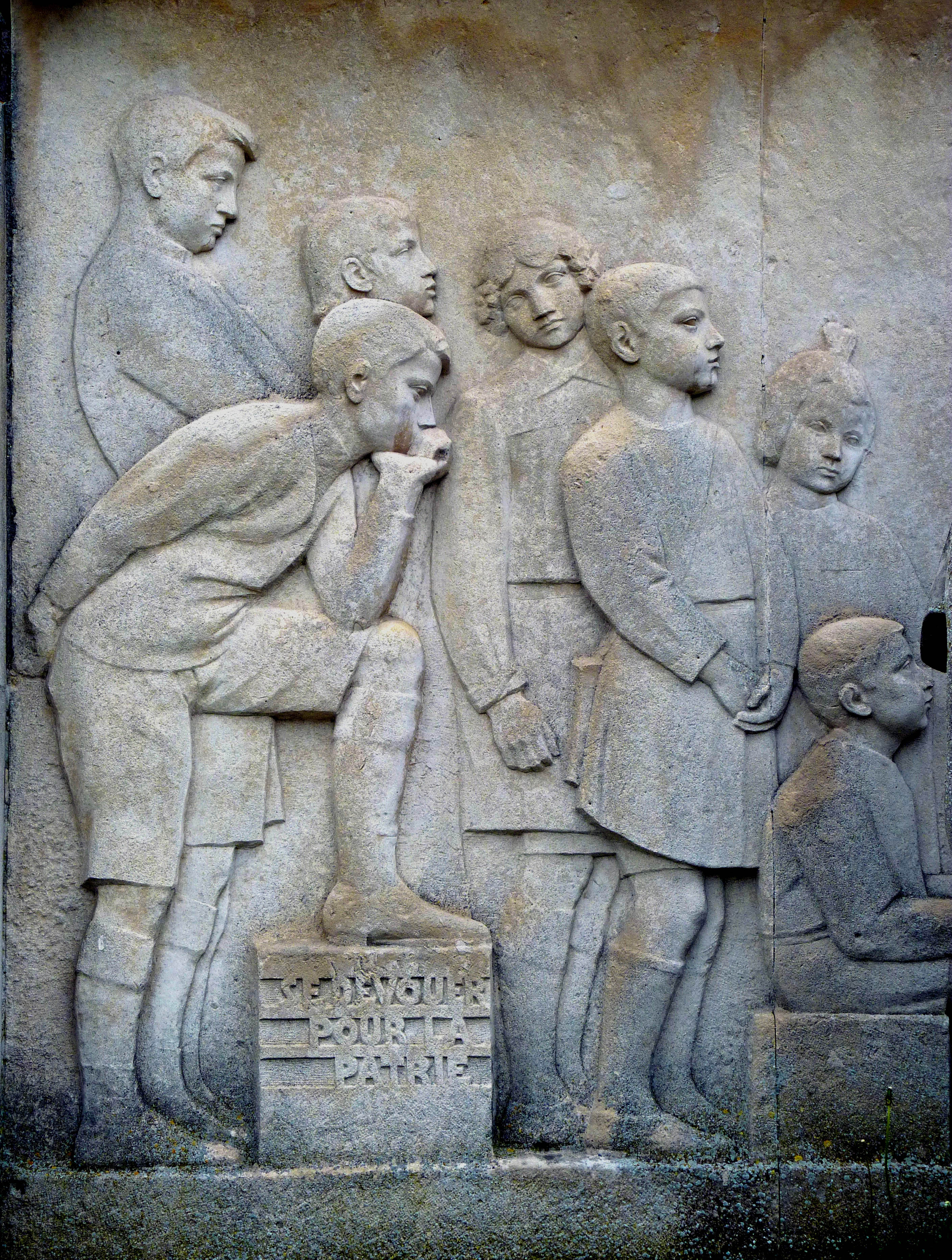
Baixo-relevo francês do século XX